# Новоіванівська сільська рада (Оріхівський район)
| Новоіванівська сільська рада — колишній орган місцевого самоврядування у Оріхівському районі Запорізької області з адміністративним центром у с. Новоіванівка. Історична дата утворення: 21 вересня 1965 року. Сільській раді підпорядковані населені пункти: - с. Новоіванівка - с. Дружне - с. Дудникове - с. Кущове |

## Склад ради
Рада складається з 14 депутатів та голови.

### Керівний склад ради
| ПІБ                       | Основні відомості                                                    | Дата обрання | Дата звільнення |
| ------------------------- | -------------------------------------------------------------------- | ------------ | --------------- |
| Андрусєва Алла Миколаївна | Сільський голова, 1961 року народження, освіта, член народної партії | 26.03.2006   | 31.10.2010      |
| Андрусєва Алла Миколаївна | Сільський голова, 1961 року народження, освіта вища, позапартійна    | 31.10.2010   |                 |

Примітка: таблиця складена за даними джерела

## Пам'ятки

### Пам'ятки історії
- В селі Новоіванівка розташована братська могила радянських воїнів, що загинули у роки Другої світової війни та пам'ятник воїнам-односельцям. Поховано 95 бійців.

### Пам'ятки природи
На території сільської ради розташовані декілька об'єктів природно-заповідного фонду:
- На захід від села Кущове розташований ландшафтний заказник місцевого значення «Драна балка»[2].
- На північ від села Кущове розташований ландшафтний заказник місцевого значення «Кущовська балка»[3].
- На північ від села Новоіванівка розташований ландшафтний заказник місцевого значення «Новоіванівська балка»[3].